# Рио Гранде до Норте
Рио Гранде до Норте је бразилска држава, смјештена на сјевероистоку земље, уз Атлантски океан. 